# Запаморочення (фільм)
«Запа́морочення» (англ. Vertigo) — американський психологічний трилер режисера Альфреда Гічкока 1958 року, номінований на дві премії «Оскар». В основі фільму лежить вільний переказ роману «Зі світу мертвих» П'єра Буало та Тома Нарсежака. Прем'єра фільму відбулася 9 травня 1958 року. Права на фільм викупив сам режисер і вони склали спадок його дочки, тож нові покоління глядачів побачили цей фільм тільки 1995 року.
На 1 березня 2024 року фільм займав 105-ту позицію у списку 250 найкращих фільмів за версією IMDb.

## Сюжет

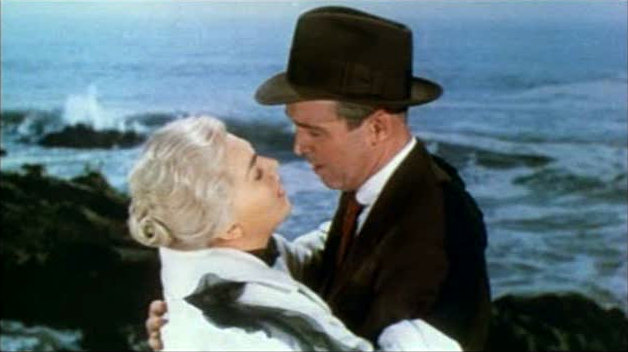
Кім Новак і Джеймс Стюарт

У детектива Джона «Скоті» Фергюсона (Джеймс Стюарт), після трагічної смерті напарника, розвивається акрофобія (страх висоти). Хвороба змушує Джона подати у відставку — тепер він не може перебувати навіть на висоті декількох сходинок без приступу страху й запаморочення.
Незабаром Джона, як приватного детектива, наймає його старий знайомий, Гевін Елстер (Том Гелмор). Гевін підозрює, що його дружина, Медлін Елстер (Кім Новак), душевно хвора. Він просить Скоті стежити за нею.
Скоті дізнається, що Медлін проводить дні, відвідуючи те місце, де похована Шарлотта Вальдес, та розглядаючи картину, на якій ту зображено. Детектив зауважує, що Медлін має саме таку зачіску, яку мала Шарлотта Вальдес. Виявляється, що жінка, яка настільки схожа на Медлін — її прапрабабуся, що вчинила самогубство.
Попри близькі стосунки детектива з Марджорі «Мідж» Вуд (Барбара Бел Геддес), він закохується в Медлін. Продовжуючи стежити за Медлін, Скоті заважає їй вчинити самогубство, встигнувши її врятувати. Він привозить Медлін у непритомному стані до себе додому. Розмовляючи по телефону з Гевіном, Скоті довідується, що Шарлотта Вальдес наклала на себе руки у 26 — стільки ж зараз і Медлін.
Аби розгадати, що відбувається з Медлін, Скоті відвозить її до церкви Mission San Juan Bautista, де з нею трапляється чергове помутніння розуму: Медлін тікає від Скоті на дзвіницю. Страх висоти не дозволяє детективові піднятися слідом за нею й він лише бачить у вікно вежі, як Медлін померла, впавши на дах церкви.
Джон звинувачує себе в смерті Медлін. Почуття провини настільки велике, що він потрапляє до психіатричної лікарні. Значно пізніше, коли Скоті відійшов від шоку, він починає знову відвідувати ті місця, де колись бувала Медлін. В один з таких моментів, він зустрічає Джуді Бартон (інша роль Кім Новак), дівчину, яка надзвичайно схожа на Медлін. Однак, у Джуді інший колір волосся, а мова й стиль роблять її вульгарною, порівняно з Медлін. Однак, Джон йде за дівчиною до її номера в готелі. Налякана переслідуванням Джуді розповідає свою історію — вона проста дівчина із Канзасу і тільки нещодавно переїхала до Сан-Франциско.
Однак, після того, як Скоті йде, вона пише йому листа, де зізнається, що вона і є Медлін. Гевін підкупив її, щоб вона зіграла роль його душевно хворої дружини, на яку так схожа. У флешбеку глядач бачить, як Джуді, піднявшись на дзвіницю, зустрічає Гевіна, який замість неї скидає тіло своєї дружини. Запаморочення Джона не дозволило б йому піднятися на дзвіницю, що мимоволі зробило його ідеальним учасником змови. Однак Джуді, що вже встигла полюбити Джона, розриває лист, щойно закінчивши його писати.

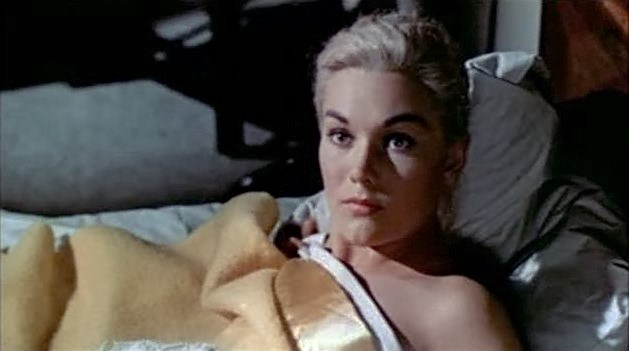
Кім Новак у ролі Джуді

Джуді заволодіває розумом Джона — у ній він бачить загублену любов. Однак будь-які стосунки між ними неможливі через спогади Джона. Джон робить усе, щоб Джуді була якомога більш схожою на Медлін, зокрема, змушуючи її змінити зачіску. Це закладає початок їхніх любовних стосунків.
Скоті зненацька починає щось підозрювати, коли бачить на Джуді намисто, яке носила Медлін. Замість вечері Скоті везе Джуді до Mission San Juan Bautista і змушує піднятися на дзвіницю ще раз, пояснюючи це тим, що повинен остаточно позбутися спогадів, які його турбують, зробивши те, чого не зміг зробити в день смерті Медлін. Джуді налякана й в усьому зізнається. Джон кидається на неї й починає тягти нагору. (Завдяки сильним емоціям, які вилікували акрофобію, Скоті може тепер піднятися аж на верх.)
Джуді пояснює Скоті, що любить його. Його лють спадає, вони обіймаються. Зненацька, на щаблях з'являється фігура. Джуді, налякана, задкує і падає з дзвіниці. Виявляється, що черниця, почувши шум, вирішила піднятися на дзвіницю.
Скоті дивиться на тіло Джуді. Емоційний шок вилікував страх висоти, але якою ціною?

## У ролях
| Актор              | Роль                         |
| ------------------ | ---------------------------- |
| Джеймс Стюарт      | Джон «Скотті» Фергюсон       |
| Кім Новак          | Мадлен Елстер / Джуді Бартон |
| Барбара Бел Геддес | Мідж Вуд                     |
| Том Гелмор         | Гевін Елстер                 |
| Генрі Джонс        | коронер                      |
| Еллен Корбі        | менеджер в готелі            |
| Костянтин Шейн     | власник книгарні             |
| Раймонд Бейлі      | лікар Скотті                 |

## Художня цінність
«Запаморочення» — етапний фільм режисера Альфреда Гічкока. Невизнаний за життя Гічкока, згодом його названо одним з найкращих його фільмів. Можливо, це перший містичний трилер такого рівня. Використано багато технічних новинок — зокрема передано відчуття запаморочення головного героя за допомогою відпущеного зуму камери. Крім того, вражає мистецтво монтажу в епізоді, коли герой стежить за дружиною свого друга в зеленому авто. У глядача виникає плутанина в голові і своєрідне запаморочення, коли сам глядач, як і герой, не може точно сказати — та це машина чи ні. Тут Гічкок також віртуозно грає кольорами: кислотні відтінки зеленого і червоного створюють атмосферу неземного, паранормального жаху в буденній обстановці. Окрім того, Гічкок виділяє деякі моменти, або затемнюючи загальне тло чорним (коли йдеться про щось страшне й таємниче), або виділяючи світлим щось яскраве й світле (наприклад актрису Кім Новак та її красу).

## Сценарій
Гічкок давно з цікавістю стежив за творчістю французьких письменників Буало та Нарсежака. Він марно намагався викупити права на екранізацію їхнього роману «Та, якої не стало»; французький режисер Анрі-Жорж Клузо, який випередив його, зняв на основі цієї історії класичний трилер «Дияволиці» (1954). Розхожу думку про те, що роман «Зі світу мертвих» французькі автори написали спеціально для Гічкока, спростовує сам Нарсежак. Сюжет роману перегукується із популярною наприкінці ХІХ століття повістю «Брюґґе-як-Смерть».
Написання сценарію для фільму з робочою назвою Darkling I Listen доручили відомому драматургу Максвелу Андерсону. Гічкок залишився результатом незадоволений і звернувся по допомогу до професійного сценариста Алека Коппеля. Його варіант сценарію також не було прийнято.
Третій варіант сценарію підготував Семюел Тейлор, якого Гічкоку рекомендували як знавця топографії Сан-Франциско. Режисерові сподобалася його ідея перетворити фільм на свого роду путівник містом. Саме на цьому етапі в сценарії «Зі світу мертвих» (From Among the Dead) з'явилася Мідж, яка полюбилася глядачам. Попри заперечення Тейлора, Коппелю вдалося довести, що в остаточному сценарії збереглися його напрацювання. У титрах сценаристами вказано обох.

## Кастинг і актори
В інтерв'ю з Франсуа Трюффо Гічкок розповів, що роль Мадлен/Джуді призначалася Вірі Майлз, яка зіграла головну роль у його попередньому фільмі «Не та людина». Коли режисер несподівано потрапив до лікарні та знімання було відкладено, Майлз завагітніла. Після виходу із лікарні Гічкоку довелося терміново підбирати їй заміну. Студія Columbia Pictures погодилася на участь у фільмі Кім Новак (пов'язаної зі студією контрактом) за умови, що Джеймс Стюарт зіграє разом із нею у комедії «Дзвінок, книга та свічка». У тому ж інтерв'ю з Трюффо режисер називає причиною неуспіху фільму у публіки солідний вік Стюарта, який, бувши рівно вдвічі старшим за Новак, насилу тягне на роль її коханого. Однак, Гічкок, який уже не раз працював зі Стюартом, цінував його амплуа простого американця з вулиці, з яким легко ототожнювала себе публіка. Йому подобалося працювати зі Стюартом ще й тому, що той без зайвих питань виконував його вказівки.
«Міс Новак з'явилася на майданчик із повним набором своїх ідей, чого я не зношу», — злився Гічкок. Він вимагав від актриси порожнього погляду: «Простіше сприймати чистий аркуш паперу, ніж коли ньому нашкрябано щось». Новак згадувала, що режисер був «схиблений» на її відповідності заздалегідь підібраному образу, на охайності її зачіски. У той час незручні, старомодні сукні вона сприймала як гамівну сорочку, лише пізніше вона зрозуміла, що психологічний дискомфорт — основна характеристика її героїні, адже вона намагається «влізти в чужу шкіру». Щоб підкреслити приземлену вульгарність Джуді, на час знімання вона не вдягала ліфчик. Скарги перших рецензентів на скутість Кім Новак перед камерою змінилися усвідомленням того, що скованість навіть личить її героїні, яка в першій половині фільму змушена зображувати із себе щось статуарне, а в другій половині — боїться необережним рухом видати свою таємницю.

## Знімання
Фільмування тривало від 30 вересня до 19 грудня 1957 року в місті Сан-Франциско та на голлівудській студії Paramount Pictures. Башта місії Сан-Хуан-Баутіста здалася Хічкоку недостатньо вражаючою, тому в студії збудували копію потрібної йому висоти. Сцени на сходах також знімали в студійному павільйоні. Світло-сірий костюм Мадлен підібрано з міркувань психологічного дискомфорту (білявки майже ніколи не носять цього кольору).
З погляду операторської техніки найскладнішим було отримати знаменитий кадр «запаморочення» при погляді Скотті вниз зі сходів. Вертикальне знімання вимагало використання підйомника, що коштувало неймовірних грошей. «Чому б не зробити макет сходів, покласти його на бік та знімати, від'їжджаючи від нього? Можна обійтися без жодного підйомника», — міркував Хічкок. Вперше використане в цій сцені поєднання оптичного зуму з відкоченням камери отримало в кінематографії назву Vertigo effect або Dolly Zoom. Простір при цьому одночасно наближається і віддаляється, начебто підкоряючись логіці кошмару.
Довгі суперечки серед творців фільму породила ідея Гічкока розкрити обставини загибелі Мадлен у ненаправленому листі (практично в середині фільму). Це було суттєвим відступом від книги та сценарію. «Майстер саспенсу» був переконаний, що справжнє напруження виникає лише тоді, коли глядачеві відомо про те, що відбувається, дещо більше, ніж головному герою. На вимогу Гічкока на розгляд керівництва студії представлено обидві версії фільму, причому версія з ненаправленим листом отримала «зелене світло» в останній момент.